# Bandera de Lavalleja
La Bandera de Lavalleja, Uruguay, utiliza los colores del escudo de Lavalleja. Posee en su franja media una representación de las Sierras de Minas, junto a la inscripción LAVALLEJA.
- Datos: Q2091102